# Dell (Arkansas)
Dell est une ville de l'État américain de l'Arkansas, située dans le comté de Mississippi. Selon le recensement de 2010, sa population est de 223 habitants.

## Démographie
| 1910 | 1920 | 1930 | 1940 | 1950 | 1960 |
| ---- | ---- | ---- | ---- | ---- | ---- |
| 162  | 233  | 267  | 323  | 384  | 383  |

| 1970 | 1980 | 1990 | 2000 | 2010 | - |
| ---- | ---- | ---- | ---- | ---- | - |
| 358  | 310  | 258  | 251  | 223  | - |